# 阿拉伯河
阿拉伯河（阿拉伯語：شط العرب）由底格里斯河、幼发拉底河和卡伦河汇流而成，全长约190公里。下游为伊朗和伊拉克界河，两国对于此河归属尚有争议。
底格里斯河和幼发拉底河在伊拉克境内的克尔奈（al-Qurnah）汇合，称阿拉伯河，向东南延伸至巴士拉附近与来自伊朗的卡伦河汇流，之下约100公里形成两伊之间的界河，在法奥以北注入波斯湾。
按照1847年奥斯曼帝国和波斯帝国的《埃尔祖姆条约》，阿拉伯河的主权归属奥斯曼帝国。1913年，两国又签订《君士坦丁堡边界议定书》，规定霍拉姆沙赫尔港一段以主航道中心线为界。伊拉克独立之后，同伊朗于1937年再次签署协议，将阿巴丹一段亦改为以主航道中心线为界，其余部分仍归属伊拉克，伊朗使用阿拉伯河航道需要向伊拉克缴纳租用费。

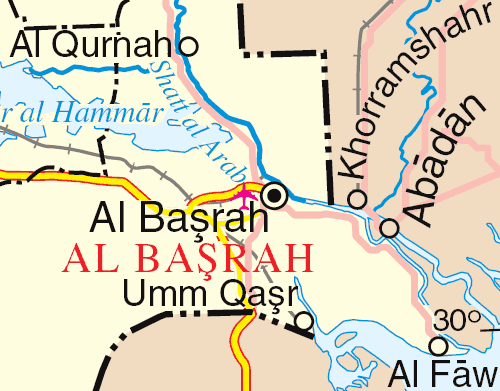
阿拉伯河地图。

伊朗巴列维国王在位期间，美國出於圍堵蘇聯，大力支持伊朗王朝大量向伊朗售賣先進武器，伊朗軍力强盛，多次向伊拉克交涉该河主权问题，1969年伊拉克卡塞姆政權宣佈，阿拉伯河為伊拉克領土不可分割的一部分。1969年4月19日伊朗單方面廢除了該條約。1975年3月6日，在阿尔及利亚总统布迈丁的调停下，巴列维同伊拉克总统萨达姆·侯赛因在阿尔及尔签署协议，正式规定两国以主航道中心线为界划分阿拉伯河，史稱《阿爾及爾宣言》（Algiers Declaration），重新劃定兩國邊界。
1979年，伊朗爆发伊斯兰革命，局势动荡，在阿拉伯诸国和美国等国的支持下，萨达姆于1980年9月17日宣布單方面废止《阿尔及尔协定》，收回全部阿拉伯河主权。1980年9月22日，伊拉克革命指揮委員會命令伊拉克武裝部隊攻擊伊朗，軍隊分多路向伊朗境內推進，最遠達80公里，伊拉克又出動飛機，襲擊伊朗十個空軍基地，致使两伊战争爆发，戰爭歷時八年。两伊战争之后，阿拉伯河的航道被大量沉船淤塞，至今未能恢复。
沿河主要港口：
- 巴士拉
- 阿巴丹
- 霍拉姆沙赫尔
- 法奥